# Žaqsylyq Üškempirov
Žaqsylyq Amiralyuly Üškempirov (in kazako Жақсылық Үшкемпіров?; Tegistik, 6 maggio 1951 – Nur-Sultan, 2 agosto 2020) è stato un lottatore kazako, fino al 1991 sovietico, specializzato nella lotta greco-romana.
Vinse un oro alle Olimpiadi e uno ai campionati mondiali.

## Palmarès

### Olimpiadi
- 1 medaglia:
  - 1 oro (Mosca 1980 nei 48 kg)

### Mondiali
- 1 medaglia:
  - 1 oro (Oslo 1981 nei 48 kg)

### Europei
- 1 medaglia:
  - 1 argento (Prievidza 1980 nei 48 kg)